# Giovanni Vendramini
Pour les articles homonymes, voir Vendramini.
Giovanni Vendramini, né en 1769 à Roncade en Vénétie, et mort le 8 février 1839 à Londres, est un graveur au pointillé italien.

## Biographie

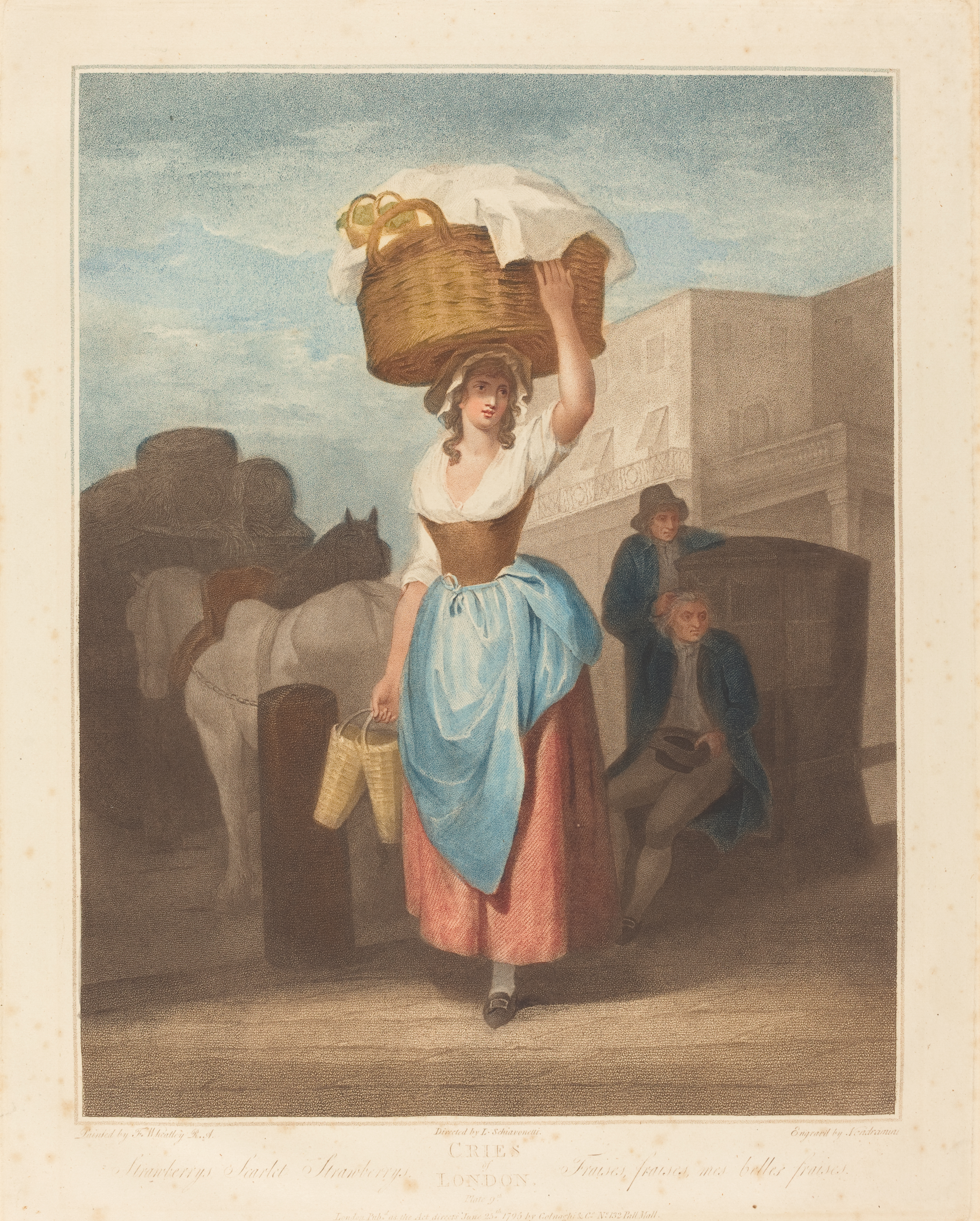
Strawberries, Scarlet Strawberries, gravure au pointillé de Giovanni Vendramini d'après Francis Wheatley (1795, National Gallery of Art).

Giovanni Vendramini naît en 1769 à Roncade. À Bassano, il étudie l'architecture avec Antonio Gaidon (it), mais préfère la gravure, en particulier le pointillé, qu'il pratique dans l'atelier d'Antonio Suntach.
Après ses études en Italie, il se rend à Londres à l'âge de 19 ans pour compléter sa formation artistique sous la direction de Francesco Bartolozzi. En 1802 il épouse une femme anglaise, et en 1805 il se rend en Russie, et il passe deux ans dans ce pays. Ses premières œuvres comprennent cinq des Cries of London (« Cris de Londres ») d'après Francis Wheatley, publiées en 1793-1797 par Colnaghi. Pour l'éditeur John P. Thompson, il grave plusieurs grandes planches d'après Robert Ker Porter, telles que Décès de Sir Ralph Abercromby (1804). 
À Paris, il est patronné par l'Empereur et la cour, et ses talents tellement appréciés qu'on lui refuse un passeport lorsqu'il désire retourner en Angleterre. Il collabore au Musée français, recueil d'estampes composés par Pierre-François Laurent. Cependant, avec l'aide de son ami, le duc de Saracapriolo, ambassadeur napolitain de l'époque, qui s'est arrangé pour qu'il s'en échappe, le déguise en coursier chargé des dépêches. Son départ est précipité par une dégradation qui est arrivée à un grand camée, Alexandre et Olympe, dont il doit graver une plaque pour l'empereur.
De retour en Angleterre, il grave plusieurs tableaux populaires de peintres contemporains. Parmi ceux-ci, La Vision de sainte Catherine, d'après Paul Véronèse, Saint Sébastien d'après Spagnoletto ; Léda d'après Léonard de Vinci et enfin, la Résurrection de Lazare d'après Sebastiano del Piombo. Vendramini est un dessinateur très minutieux, et grave souvent à partir d'une image sans faire de dessin préparatoire.
Giovanni Vendramini meurt le 8 février 1839 à Londres.